# Nassau (Minnesota)
Nassau es una ciudad ubicada en el condado de Lac qui Parle en el estado americano de Minnesota. En el Censo de 2010 tenía una población de 72 habitantes y una densidad poblacional de 173,75 personas por km².

## Geografía
Nassau se encuentra ubicada en las coordenadas 45°4′4″N 96°26′30″O / 45.06778, -96.44167. Según la Oficina del Censo de los Estados Unidos, Nassau tiene una superficie total de 0.41 km², de la cual 0.41 km² corresponden a tierra firme y (0%) 0 km² es agua.

## Demografía
Según el censo de 2010, había 72 personas residiendo en Nassau. La densidad de población era de 173,75 hab./km². De los 72 habitantes, Nassau estaba compuesto por el 100% blancos, el 0% eran afroamericanos, el 0% eran amerindios, el 0% eran asiáticos, el 0% eran isleños del Pacífico, el 0% eran de otras razas y el 0% pertenecían a dos o más razas. Del total de la población el 0% eran hispanos o latinos de cualquier raza.